# NGC 4978
NGC 4978 је лентикуларна галаксија у сазвежђу Береникина коса која се налази на NGC листи објеката дубоког неба.
Деклинација објекта је + 18° 24' 58" а ректасцензија 13h 7m 50,4s. Привидна величина (магнитуда) објекта NGC 4978 износи 13,2 а фотографска магнитуда 14,1. NGC 4978 је још познат и под ознакама UGC 8212, MCG 3-34-2, CGCG 101-4, NPM1G +18.0355, PGC 45494.